# Taquarussu
Taquarussu è un comune del Brasile nello Stato del Mato Grosso do Sul, parte della mesoregione della Leste de Mato Grosso do Sul e della microregione di Nova Andradina.